# Гуменюк Марія Степанівна
Марія Степанівна Гуменюк (нар. 4 листопада 1914, село Дмитрівка, тепер у складі смт. Гришківці Бердичівського району Житомирської області — 30 листопада 1995, смт. Гришківці Бердичівського району Житомирської області) — українська радянська діячка, доярка колгоспу імені Сталіна (імені ХХІІ з'їзду КПРС) Бердичівського району Житомирської області. Герой Соціалістичної Праці (26.02.1958). Депутат Верховної Ради СРСР 5—6-го скликань.

## Біографія
Народилася 25 жовтня (4 листопада) 1914 року в бідній селянській родині. Освіта початкова.
Десятирічною дівчинкою працювали на плантаціях цукрових буряків, збираючи жуків-довгоносиків на землях ТСОЗ (Товариства спільного обробітку землі).
З 1930 року — колгоспниця колгоспу «Воля» в селі Гришківцях Бердичівського району. Потім, після закінчення курсів вихователів, працювала вихователем в дитячих яслах колгоспу.
Вийшла заміж, народила четверо дітей. На початку німецько-радянської війни чоловік Марії Гуменюк пішов на фронт і в 1945 році загинув в Чехословаччині.
З 1950 року — доярка колгоспу імені Сталіна (потім — імені ХХІІ з'їзду КПРС) села Гришківці Бердичівського району Житомирської області.
У 1954—1955 роках без відриву від виробництва навчалася на трирічних агрозоотехнічних курсах, отримала звання майстра сільського господарства першого розряду в тваринництві. Уже в 1955 році надої від кожної її корови в середньому досягли 4,5 тисячі літрів молока, а через два роки середньорічний надій молока від корови вона доводить до 6000 літрів.
У 1957 році Марія Гуменюк завоювала звання найкращої доярки Житомирської області. Була постійним учасником Всесоюзної виставки народного господарства в Москві, де отримала кілька золотих і срібних медалей. У 1963 році їй присвоїли почесне звання «Майстра високих надоїв молока».
Потім — на пенсії в смт. Гришківцях Бердичівського району Житомирської області.

## Нагороди
- Герой Соціалістичної Праці (26.02.1958)
- два ордени Леніна (26.02.1958,)
- орден Трудового Червоного Прапора
- медаль «За доблесну працю. В ознаменування 100-річчя з дня народження Володимира Ілліча Леніна» (1970)
- медалі
- нагрудний знак «Відмінник соціалістичного змагання Української РСР» (1960)